# Sona Station
Sona Station (Sona stoppested) var en jernbanestation på Meråkerbanen, der lå i landsbyen Sona i Stjørdal kommune i Norge.
Stationen åbnede oprindeligt som læsseplads 31. december 1897 men blev opgraderet til holdeplads 1. maj 1908. Den blev nedgraderet til trinbræt 1. februar 1971. Betjeningen med persontog ophørte 23. maj 1993, og 13. juni 1993 blev stationen nedlagt.
Stationsbygningen blev revet ned i 1980.